# Kudijarowka 1-ja
Kudijarowka 1-ja (ros. Кудияровка 1-я) – wieś (dieriewnia) w Rosji, w obwodzie lipieckim, w rejonie izmałkowskim. W 2010 liczyło 93 mieszkańców.